# نیکلاس الیوی
نیکلاس الیوی (انگلیسی: Nicholas Allievi؛ زادهٔ ۲۰ آوریل ۱۹۹۲) بازیکن فوتبال اهل ایتالیا است.